# Rio Varecola
Il Rio Varecola è un torrente della provincia di Brescia.
È un affluente del torrente Figna, in cui sfocia presso Nadro dopo un corso di 3,1 km.
Ha la sorgente sul Pizzo Badile.